# Бондарчук, Александр Алексеевич
Александр Алексеевич Бондарчук — советский хозяйственный, государственный и политический деятель, Герой Социалистического Труда.

## Биография
Родился в 1931 году в селе Латаши. Член КПСС с 1965 года.
С 1948 года — на хозяйственной, общественной и политической работе. В 1948—1991 гг. — тракторист машинно-тракторной станции (МТС), помощник бригадира тракторной бригады, тракторист колхоза, звеньевой-тракторист, механизатор колхоза имени Горького Народичского района Житомирской области Украинской ССР.
Указом Президиума Верховного Совета СССР от 8 декабря 1973 года присвоено звание Героя Социалистического Труда с вручением ордена Ленина и золотой медали «Серп и Молот».
Избирался депутатом Верховного Совета СССР 9-го и 10-го созывов.
Живёт в селе Латаши.